# Lex ASEA
Lex ASEA är en skatterättslig reglering i Sverige, som återfinns i 42 kap. 16 och 16a §§ inkomstskattelagen. Bestämmelsen ger skattefrihet för utdelning av andelar i dotterbolag i vissa fall. Den möjliggör således en uppdelning av ett bolag utan omedelbar beskattning.
Bestämmelsen innebär mer konkret att när ett svenskt moderbolag (i vissa fall utländska) till sina delägare delar ut de andelar som bolaget äger i ett dotterbolag kan beskattningen av den kapitalvinst en mottagare åtnjuter i samband med detta under vissa förutsättningar skjutas upp till det tillfälle då mottagaren i sin tur väljer att sälja sina således erhållna andelar. Bestämmelsen finns eftersom mottagaren erhåller aktier eller motsvarande andelar, och inte likvida medel, varför det kan vara svårt att med en gång betala skatt för den inkomst man får genom erhållandet av andelarna. Därför ska beskattningen kunna ske först när andelarna säljs och värdet av dem således realiseras.
Regeln infördes 1991 för att underlätta omstruktureringar inom aktiebolagssektorn. Den har fått sitt namn genom att den från början infördes för att underlätta en delning av det dåvarande bolaget ASEA.